# Satz von Chintschin
Der Satz von Chintschin, benannt nach Alexander Jakowlewitsch Chintschin (1894–1959), ist ein Lehrsatz der Zahlentheorie. Er war ein Vorläufer der metrischen Theorie diophantischer Approximation und fand eine weitreichende Verallgemeinerung in der Duffin-Schaeffer-Vermutung.

## Formulierung des Satzes
Mit {\displaystyle \mathbb {N} } bezeichnen wir die natürlichen Zahlen ohne die Null.
Sei {\displaystyle \phi (q):\mathbb {N} \to \mathbb {R} _{+}} eine monoton fallende Funktion und {\displaystyle \lambda } das eindimensionale Lebesgue-Maß.
Für eine reelle Zahl {\displaystyle \alpha } bezeichnen wir mit {\displaystyle \Vert \alpha q\Vert } den Abstand von {\displaystyle \alpha q} zur nächstliegenden ganzen Zahl
{\displaystyle \Vert \alpha q\Vert :=\min \limits _{z\in \mathbb {Z} }(|\alpha q-z|).}
Sei {\displaystyle f:\mathbb {R} \to \mathbb {N} } die Funktion, die die Anzahl der Lösungen {\displaystyle q\in \mathbb {N} } der Ungleichung {\displaystyle \Vert \alpha q\Vert <\phi (q)} zählt:
{\displaystyle f(\alpha ):=\#\{q\in \mathbb {N} :\Vert \alpha q\Vert <\phi (q)\}.}
Eine Zahl {\displaystyle \alpha \in \mathbb {R} } heißt {\displaystyle \phi }-approximierbar, falls {\displaystyle f(\alpha )=\infty }.
Für die Menge der {\displaystyle \phi }-approximierbaren Zahlen gelten nun folgende Aussagen bezüglich des Lebesgue-Maß:
- Wenn {\displaystyle \sum _{q=1}^{\infty }\phi (q)=\infty }, dann ist {\displaystyle \lambda (\{\alpha \in \mathbb {R} :f(\alpha )=\infty \})=1}.

- Wenn {\displaystyle \sum _{q=1}^{\infty }\phi (q)<\infty }, dann ist {\displaystyle \lambda (\{\alpha \in \mathbb {R} :f(\alpha )=\infty \})=0}.

Eine äquivalente Formulierung besagt, dass unter obigen Voraussetzungen gilt:
- Wenn die Reihe {\displaystyle \sum _{q=1}^{\infty }\phi (q)} divergiert, dann gibt es für Lebesgue-fast alle {\displaystyle \alpha \in \mathbb {R} } unendlich viele rationale Zahlen {\displaystyle {\frac {p}{q}}} mit {\displaystyle \left\vert \alpha -{\frac {p}{q}}\right\vert <{\frac {\Phi (q)}{q}}}.
- Wenn die Reihe {\displaystyle \sum _{q=1}^{\infty }\phi (q)} konvergiert, dann gibt es für Lebesgue-fast alle{\displaystyle \alpha \in \mathbb {R} } nur endlich viele rationale Zahlen {\displaystyle {\frac {p}{q}}} mit {\displaystyle \left\vert \alpha -{\frac {p}{q}}\right\vert <{\frac {\Phi (q)}{q}}}.

## Beispiele
Für fast alle {\displaystyle \alpha } gibt es unendlich viele rationale Zahlen {\displaystyle {\frac {p}{q}}} mit
{\displaystyle \left\vert \alpha -{\frac {p}{q}}\right\vert <{\frac {1}{q^{2}\ln q}}.}
Dagegen gibt es für {\displaystyle \epsilon >0} für fast alle {\displaystyle \alpha } nur endlich viele rationale Zahlen {\displaystyle {\frac {p}{q}}} mit
{\displaystyle \left\vert \alpha -{\frac {p}{q}}\right\vert <{\frac {1}{q^{2}(\ln q)^{1+\epsilon }}}.}

## Simultane Approximation
Die mehrdimensionale Version des Satzes von Chintschin besagt:
- Wenn die Reihe {\displaystyle \sum _{q=1}^{\infty }\phi (q)^{n}} divergiert, dann hat für Lebesgue-fast alle {\displaystyle \alpha =(\alpha _{1},\ldots ,\alpha _{n})\in \mathbb {R} ^{n}} das Ungleichungssystem {\displaystyle \max(\Vert \alpha _{1}q\Vert ,\ldots ,\Vert \alpha _{n}q\Vert )<\phi (q)} unendlich viele ganzzahlige Lösungen {\displaystyle q\geq 1}.
- Wenn die Reihe {\displaystyle \sum _{q=1}^{\infty }\phi (q)} konvergiert, dann hat für Lebesgue-fast alle {\displaystyle \alpha =(\alpha _{1},\ldots ,\alpha _{n})\in \mathbb {R} ^{n}} das Ungleichungssystem {\displaystyle \max(\Vert \alpha _{1}q\Vert ,\ldots ,\Vert \alpha _{n}q\Vert )<\phi (q)} nur endlich viele ganzzahlige Lösungen {\displaystyle q\geq 1}.